# Зорин, Николай Владимирович
Николай Владимирович Зорин (1878 — после 1920) — инженер-механик флота, член экипажа «Варяга», кавалер ордена Святого Георгия 4-й степени.

## Биография
Зорин родился 1 ноября 1878 года. В 1899 году поступил во флот и по окончании в 1902 году Морского инженерного училища Императора Николая I произведён в младшие инженер-механики Корпуса инженер-механиков флота.
С 1903 года находился в заграничном плавании в качестве младшего механика крейсера «Варяг»; после начала Русско-японской войны 1904—1905 годов участвовал в бою у Чемульпо 27 января 1904 года и 23 февраля 1904 года был награждён орденом Святого Георгия 4-й степени.
При реорганизации системы чинов Корпуса инженер-механиков флота в 1905 году Зорин был переименован в поручики, в следующем году за отличие по службе произведён в штабс-капитаны. С 1907 года судовой механик миноносца «Прыткий», с 1908 года — миноносца «Искусный», 6 декабря 1911 года произведён в капитаны. C 24 мая 1912 года старший судовой механик канонерской лодки «Уралец»; при новой реорганизации системы чинов Корпуса инженер-механиков флота переименован в чин инженер-механика старшего лейтенанта (28 марта 1913 года).
Во время первой мировой войны Зорин состоял в Черноморском флотском экипаже и за «отлично ревностную службу и особые труды, вызванные обстоятельствами войны» был произведён в чин инженер-механика капитана 2-го ранга (1 января 1915 года).
Во время гражданской войны вступил в белую армию, служил в Вооружённых Силах Юга России и в Русской Армии барона П. Н. Врангеля. В ноябре — декабре 1920 года эвакуирован из Крыма на пароходе «Владимир» на территорию Королевства сербов, хорватов и словенцев; сведения о его дальнейшей судьбе не обнаружены.